# Oom Ponnes
Oom Ponnes is het 4de stripalbum uit de reeks Steven Sterk. Tekenaar en scenarist Peyo werd voor de decors bijgestaan door François Walthéry en voor het scenario door Gos.

## Verhaal
Steven Sterk gaat op vakantie bij zijn oom Ponnes. Die is lijfwacht en wordt plots gevraagd een buitenlandse minister naar het vliegveld te brengen. Hij heeft een belangrijk koffertje bij zich, want er zitten clichés voor de druk van bankbiljetten in. Steven mag mee.
Op de startplaats, de centrale bank, gaat het al mis: de poetsvrouw gooit een bom met een slaapmiddel bij de minister en oom Ponnes. Ze steelt het koffertje. Steven was net buiten en ziet de diefstal. Steven schakelt een aantal bandieten uit en brengt het koffertje terug, al snapt niemand achteraf wat er gebeurd is.
Oom Ponnes, Steven en de minister vertrekken. De bandieten geven echter niet op: ze proberen de drie te blokkeren, ze achtervolgen hen en ze beschieten hen. Mede dankzij Stevens kracht weet het drietal te ontsnappen en komen ze op tijd aan op het vliegveld. Ze laten de minister alleen vertrekken, maar de volgende hinderlaag is al gelegd: een corrupte stewardess schakelt de minister uit en steelt de koffer, maar ook dat plan wordt onderschept door de alerte Steven en oom Ponnes.
Het vliegtuig is dan al vertrokken, dus gaat de reis per trein verder. Oom Ponnes blijft de minister begeleiden. Ook daar zijn de bandieten aanwezig. Ze proberen het drietal te drogeren met een stof die hen hun eigen wil belemmert. Wie het drinkt, gehoorzaamt iedereen. De bandieten doen het in de soep, maar Steven heeft daar niet van gedronken. Veel andere passagiers wel. Zij volgen allemaal de wil van de bandieten die hen bevelen om hun koffer uit het raam te gooien zodat een andere bandiet het koffertje in handen krijgt. Oom Ponnes en de minister gooien een koffer naar buiten, maar het koffertje met de clichés zit er niet bij. Wanneer duidelijk wordt wat er gebeurd is, wordt de trein in het volgende station gestopt. Om aan hun belagers te ontkomen, besluit het drietal de trein te verlaten. Hun afwezigheid wordt opgemerkt. De bandieten informeren hun hoofdkwartier en van daaruit worden andere bandieten op weg gestuurd. 's Morgens komen ze in het hotel aan waar de drie logeren. Oom Ponnes probeert de bandieten neer te schieten en krijgt ongezien hulp van Steven. Oom Ponnes neemt een pistool van de bandieten. De reis gaat verder.
De pistool van de bandieten heeft echter een zender. De leider van de bandieten neemt de touwtjes zelf in handen en gaat per vliegtuig op zoek naar de pistool en aldus de koffer. De schurk laat de auto waarin het drietal nu zit slippen. Hij doet alsof hij wil helpen en stuurt Steven weg. Die ziet echter dat de bandiet het koffertje steelt en gaat hem achterna. Hij slaagt en de bandieten worden ingerekend. Oom Ponnes besluit het vliegtuig van bandiet te nemen om de minister naar zijn land terug te brengen. De minister klaagt eens te meer over de gang van zaken. Oom Ponnes gooit hem uit het vliegtuig. Met een parachute landt de minister op zijn bestemming: zijn eigen land.
Oom Ponnes en Steven genieten daarna van de vakantie die hen nog rest. Steven wil zijn oom duidelijk maken dat hij oersterk is, maar wordt verkouden en verliest dus al zijn kracht.

## Trivia
- Hoewel hij enkel als tekenaar van de decors is aangeduid, is de tekenstijl van Walthéry ook in het tekenwerk van een groot aantal van de figuren te herkennen.[bron?]
- Oom Ponnes heeft een portret van James Bond in zijn woonkamer hangen.
- De communicatie via schoenen is een knipoogje naar de serie Get Smart.
- Nadat de passagiers in trance hun koffers uit de trein hebben gegooid en weer ontwaakt zijn, klagen ze bij de conducteur. Een van de razende passagiers is Meneer Demesmaeker uit de stripreeks Guust die klaagt dat zijn contracten, getekend en al uit de trein zijn gesmeten.